# س. كورتس-سميث
س. كورتس-سميث (بالإنجليزية: Curtis Otto Bismarck Curtis-Smith)‏ هو عازف بيانو وملحن أمريكي، ولد في 1941 في والا والا في الولايات المتحدة، وتوفي في 10 أكتوبر 2014 في كالامازو في الولايات المتحدة.

## وصلات خارجية
- س. كورتس-سميث على موقع ميوزك برينز (الإنجليزية)